# FC Taraz
FC Taraz este o echipă de fotbal din Taraz, Kazakhstan.

## Istoricul denumirilor
- 1961 : Fondat ca Metallist
- 1967 : Redenumit  Voshod (a nu se citi Voșod)
- 1968 : Redenumit  Energetik
- 1971 : Redenumit  Alatau
- 1975 : Redenumit  Khimik
- 1992 : Redenumit  Fosfor
- 1994 : Redenumit  Taraz

## Titluri
- Superliga (Kazahstan): 1

1996
- Cupa Kazakhstanului: 1

2004

## Performanțe în competițiile AFC
- Cupa Campionilor Asiei: 1 meci

1998: A doua rundă